# Komenda německých rytířů (Praha)
Komenda německých rytířů v Praze je dnes již neexistující komenda českého balivátu Řádu německých rytířů na Starém Městě pražském. Stávala u staroměstských hradeb v místech dnešního obchodního domu Kotva a přilehlém okolí.

## Historie
Staroměstská komenda vznikala ve 30.–40. letech 13. století, současně s výstavbou městského opevnění, která probíhala v téže době. Komenda byla vystavěna v místě dvou starších románských dvorců při kostele sv. Benedikta. Ten byl při výstavbě rozšířen o dvě boční přístavby, severní část měla apsidu, která vyčnívala z linie hlavní městské hradby. Jeden z původních románských domů se stal součástí severní hradby.
Vlastní komenda, opevněná masivní hradbou se severní vstupní branou a vlčí jámou, zřejmě měla dvě části. Nacházela se západně od kostela a její jádro zaujímalo jihozápadní část areálu. 
Na konci 14. století byla komenda rozsáhle přestavěna, a to i přesto, že řád již v té době pomalu upadal. Při přestavbě byl stavebně upraven kostel, zvětšen na dvoulodní a přibyla věž na západní straně. Přestavba zasáhla i jádro komendy, kde se pracovalo na východním křídle. Některé stavební úpravy a výstavba proběhly také uvnitř samotné komendy. 

## Zánik
V průběhu 15. století již přestala komenda plnit svou funkci. Po husitských válkách byla komenda opuštěna a její areál byl zabydlen řemeslníky a dalšími obyvateli města. Kostel byl přestavěn v renesančním slohu a poté se stal jádrem velkého raně barokního kostela sv. Norberta, který zde byl postaven jako součást Norbertina, premonstrátského vysokoškolského zařízení. Koncem 18. století byl kostel zbořen.
Definitivní konec zbylých částí řádového areálu znamenala výstavba obchodního domu Kotva v 70. letech 20. století.